# Katherine Fischer Drew
Katherine Fischer Drew (nascida Fischer; 24 de setembro de 1923 – 19 de março de 2023) foi uma historiadora americana que ocupou o cargo de Lynette S. Autrey Professor de História na Rice University. Especialista em direito medieval europeu, também publicou traduções de vários códigos de lei europeus medievais: a Lex Burgundionum, a Lei sálica e o Edictum Rothari.

## Biografia
Katherine Fischer, filha de Martha (nascida Halloway) e Herbert Herman Fischer, nasceu em Houston, Texas, EUA, em 24 de setembro de 1923, e formou-se na San Jacinto High School. Aos dezesseis anos, começou a estudar no Rice Institute, onde obteve bacharelado e mestrado em 1944 e 1945 (respectivamente), foi membro da Phi Beta Kappa e passou dois anos ensinando história a soldados que retornavam do combate na Segunda Guerra Mundial. Depois de concluir dois anos em Cornell University e obter seu doutorado (PhD) em 1950, retornou à Rice e se tornou a primeira mulher a ser membro de corpo docente em tempo integral e a obter estabilidade de emprego (tenure) nessa instituição.
Ela foi chefe do Departamento de História e Ciência Política (1970–1980) e do Departamento de Arte e História da Arte (1996–1998), atuou como reitora interina de humanidades e ciências sociais (1973) e foi editora da Rice University Studies (1967–1981). Em 1985, recebeu a cátedra Lynette S. Autrey Professor de História. Aposentou-se da Rice em 1996, resultando na doação de 125.000 dólares para o Departamento de História, chamada de “Katherine Fischer Drew Endowment”, mas ainda manteve um escritório no campus até 2015. Peter C. Caldwell disse sobre o legado de Drew na Rice: “não é exagero dizer que ela ajudou a transformar a Rice de um instituto técnico em uma universidade moderna de artes liberais.” Ela fez parte do Conselho da American Historical Association de 1982 a 1985.
Como acadêmica, Drew se especializou em história europeia medieval e direito medieval. Entre suas publicações estão traduções da Lex Burgundionum (sua tradução servindo como tese de Mestrado), do Edictum Rothari e da Lei sálica. Em 2004, publicou Magna Carta, uma coletânea de fonte primária sobre a carta real inglesa de mesmo nome.
Em 1958, ela recebeu uma Guggenheim Fellowship. Em 1979, foi eleita fellow da Medieval Academy of America. Ela recebeu uma Fulbright Fellowship em 1965 e uma bolsa sênior da National Endowment for the Humanities em 1975. Também foi agraciada com o “Rice University Brown Teaching Award” em 1971 e com o “Association of Rice Alumni Meritorious University Service Award.”
Em 27 de julho de 1951, casou-se com Ronald Farinton Drew, que conhecera como estudante em Cornell; ele faleceu em 10 de janeiro de 1990.
Drew morreu em 19 de março de 2023, em Houston, Texas; ela tinha 99 anos.

## Publicações
- The Burgundian Code (1949)[11]
- (como editora) Rice University Studies: Papers in Philosophy (1966)[12]
- The Lombard Laws (1973)[6]
- (como editora) The Laws of the Salian Franks (1991)[13][14]
- Magna Carta (2004)[15]